# Campionati del mondo di winter triathlon del 2010
I Campionati del mondo di winter triathlon del 2010 (XIV edizione) si sono tenuti a Eidsvoll in Norvegia, in data 13 febbraio 2010.
Tra gli uomini ha vinto lo svedese Andreas Svanebo. Tra le donne ha trionfato la statunitense Rebecca Dussault..
La gara junior ha visto trionfare il russo Pavel Yakimov e la ceca Aneta Grabmullerova.
Il titolo di Campione del mondo di winter triathlon della categoria under 23 è andato al russo Maxim Kuzmin. Tra le donne si è aggiudicata il titolo di Campionessa del mondo di winter triathlon della categoria under 23 la norvegese Tuva Toftdahl.
La squadra norvegese ha vinto la staffetta élite maschile, la staffetta junior maschile e la staffetta junior femminile. Alla squadra statunitense è andata la staffetta élite femminile.

## Risultati

### Élite uomini
| Pos. | Atleta                | Paese         | Corsa    | Bici     | Sci      | Totale   |
| ---- | --------------------- | ------------- | -------- | -------- | -------- | -------- |
|      | Andreas Svanebo       | Svezia        | 00:19:50 | 00:24:01 | 00:24:41 | 01:09:40 |
|      | Tor Halvor Bjørnstad  | Norvegia      | 00:21:04 | 00:23:45 | 00:24:00 | 01:10:20 |
|      | Pavel Andreev         | Russia        | 00:19:49 | 00:24:41 | 00:24:53 | 01:10:22 |
| 4    | Arne Post             | Norvegia      | 00:19:49 | 00:25:49 | 00:23:52 | 01:10:43 |
| 5    | Daniel Antonioli      | Italia        | 00:19:51 | 00:25:22 | 00:24:53 | 01:11:17 |
| 6    | Konstantin Lavrentyev | Russia        | 00:19:51 | 00:25:27 | 00:25:52 | 01:12:17 |
| 7    | Siegfried Bauer       | Austria       | 00:20:57 | 00:24:21 | 00:26:02 | 01:12:29 |
| 8    | Tor-Atle Fuglerud     | Norvegia      | 00:20:51 | 00:25:07 | 00:25:54 | 01:12:59 |
| 9    | Markus Rothberger     | Austria       | 00:20:32 | 00:25:12 | 00:25:52 | 01:13:04 |
| 10   | Evgeny Kirillov       | Russia        | 00:19:50 | 00:26:45 | 00:25:55 | 01:13:35 |
| 11   | Tomas Jurkovic        | Slovacchia    | 00:21:14 | 00:24:41 | 00:26:58 | 01:13:59 |
| 12   | Brian Smith           | Stati Uniti   | 00:20:31 | 00:25:28 | 00:26:31 | 01:14:14 |
| 13   | Victor Lobo           | Spagna        | 00:20:50 | 00:25:34 | 00:26:38 | 01:14:32 |
| 14   | Kristian Monsen       | Norvegia      | 00:19:58 | 00:26:19 | 00:26:57 | 01:14:33 |
| 15   | Pavel Arkhipkin       | Russia        | 00:20:30 | 00:28:05 | 00:24:39 | 01:14:42 |
| 16   | Pavel Jindra          | Rep. Ceca     | 00:21:27 | 00:26:14 | 00:26:31 | 01:15:26 |
| 17   | Jay Henry             | Stati Uniti   | 00:21:59 | 00:25:10 | 00:26:50 | 01:15:36 |
| 18   | Ole M. Munz           | Norvegia      | 00:21:43 | 00:26:57 | 00:26:43 | 01:16:51 |
| 19   | Tomas Niederegger     | Italia        | 00:20:24 | 00:28:10 | 00:27:41 | 01:17:36 |
| 20   | Christian Frommelt    | Liechtenstein | 00:22:22 | 00:30:22 | 00:00:00 | 01:21:00 |

### Élite donne
| Pos. | Atleta               | Paese       | Corsa    | Bici     | Sci      | Totale   |
| ---- | -------------------- | ----------- | -------- | -------- | -------- | -------- |
|      | Rebecca Dussault     | Stati Uniti | 00:22:32 | 00:28:12 | 00:27:45 | 01:19:47 |
|      | Tatiana Charochkina  | Russia      | 00:23:41 | 00:29:21 | 00:27:06 | 01:21:34 |
|      | Hanne Trønnes        | Norvegia    | 00:23:41 | 00:27:45 | 00:28:49 | 01:21:40 |
| 4    | Marthe K Myhre       | Norvegia    | 00:23:25 | 00:28:55 | 00:27:34 | 01:21:40 |
| 5    | Olga Vostrukhova     | Russia      | 00:24:29 | 00:29:10 | 00:29:15 | 01:24:29 |
| 6    | Ksenia Chernykh      | Russia      | 00:26:29 | 00:27:40 | 00:28:47 | 01:24:42 |
| 7    | Emma Garrard         | Stati Uniti | 00:22:27 | 00:32:09 | 00:28:36 | 01:24:47 |
| 8    | Sarka Grabmullerova  | Rep. Ceca   | 00:24:07 | 00:29:31 | 00:29:23 | 01:25:19 |
| 9    | Tove Andersen        | Norvegia    | 00:23:49 | 00:31:36 | 00:28:50 | 01:26:14 |
| 10   | Camilla Hott         | Norvegia    | 00:25:24 | 00:29:56 | 00:29:51 | 01:26:42 |
| 11   | Carina Wasle         | Austria     | 00:22:55 | 00:29:36 | 00:32:05 | 01:27:02 |
| 12   | Klaudia Meisterhofer | Austria     | 00:24:15 | 00:31:09 | 00:30:10 | 01:27:08 |
| 13   | Heather Best         | Stati Uniti | 00:23:48 | 00:30:40 | 00:31:59 | 01:28:05 |
| 14   | Inmaculada Pereiro   | Spagna      | 00:22:44 | 00:30:41 | 00:33:29 | 01:28:47 |
| 15   | Monica Saez          | Spagna      | 00:24:07 | 00:31:47 | 00:31:33 | 01:29:26 |
| 16   | Stefania Bonazzi     | Italia      | 00:24:35 | 00:33:40 | 00:33:21 | 01:33:34 |
| 17   | Katja Koivulahti     | Finlandia   | 00:27:25 | 00:32:36 | 00:32:46 | 01:34:43 |

### Under 23 uomini
| Pos. | Atleta            | Paese      | Corsa    | Bici     | Sci      | Totale   |
| ---- | ----------------- | ---------- | -------- | -------- | -------- | -------- |
|      | Maxim Kuzmin      | Russia     | 00:19:41 | 00:25:03 | 00:25:59 | 01:11:52 |
|      | Peter Mosny       | Slovacchia | 00:20:24 | 00:24:47 | 00:25:51 | 01:12:36 |
|      | Pavel Khanzhin    | Russia     | 00:20:25 | 00:26:07 | 00:25:34 | 01:13:12 |
| 4    | Dmitriy Bregeda   | Russia     | 00:19:57 | 00:29:31 | 00:25:37 | 01:16:13 |
| 5    | Gabriele Carretta | Italia     | 00:22:01 | 00:27:03 | 00:26:56 | 01:17:34 |
| 6    | Oivind Bjerkseth  | Norvegia   | 00:21:44 | 00:26:07 | 00:28:34 | 01:18:34 |
| 7    | Jozef Tomasovic   | Slovacchia | 00:22:35 | 00:28:21 | 00:28:17 | 01:20:42 |
| 8    | Siim Kauge        | Estonia    | 00:22:36 | 00:29:42 | 00:27:36 | 01:21:20 |

### Under 23 donne
| Pos. | Atleta                 | Paese    | Corsa    | Bici     | Sci      | Totale   |
| ---- | ---------------------- | -------- | -------- | -------- | -------- | -------- |
|      | Tuva Toftdahl          | Norvegia | 00:22:47 | 00:30:09 | 00:26:46 | 01:21:22 |
|      | Romana Slavinec        | Austria  | 00:24:55 | 00:28:52 | 00:30:24 | 01:25:42 |
|      | Anna Evseeva           | Russia   | 00:22:56 | 00:28:29 | 00:32:58 | 01:25:52 |
| 4    | Elisabeth Sveum        | Norvegia | 00:26:56 | 00:29:06 | 00:29:31 | 01:27:22 |
| 5    | Kairi Schmidt          | Estonia  | 00:25:12 | 00:29:55 | 00:33:45 | 01:30:43 |
| 6    | Margarita Ovsyannikova | Russia   | 00:26:04 | 00:30:58 | 00:32:59 | 01:31:46 |
| 7    | Tatiana Glukhova       | Russia   | 00:26:14 | 00:34:09 | 00:29:45 | 01:31:49 |
| 8    | Helen Schmidt          | Estonia  | 00:24:18 | 00:30:43 | 00:35:09 | 01:32:11 |
| 9    | Emma Skjærstad         | Norvegia | 00:27:17 | 00:31:57 | 00:30:38 | 01:32:19 |

### Junior uomini
| Pos. | Atleta             | Paese    | Corsa    | Bici     | Sci      | Totale   |
| ---- | ------------------ | -------- | -------- | -------- | -------- | -------- |
|      | Pavel Yakimov      | Russia   | 00:13:39 | 00:19:18 | 00:17:42 | 00:51:50 |
|      | Håkon Karlstad     | Norvegia | 00:14:11 | 00:19:08 | 00:17:35 | 00:52:19 |
|      | Evgeny Bayguzov    | Russia   | 00:13:40 | 00:19:47 | 00:17:46 | 00:52:20 |
| 4    | Felix Waldhuber    | Austria  | 00:14:13 | 00:18:42 | 00:18:08 | 00:52:50 |
| 5    | Davide Cheraz      | Italia   | 00:14:10 | 00:20:05 | 00:20:03 | 00:56:06 |
| 6    | Andreas S Johansen | Norvegia | 00:14:37 | 00:20:34 | 00:20:03 | 00:56:37 |
| 7    | Gøran Bollestad    | Norvegia | 00:14:37 | 00:20:42 | 00:19:37 | 00:56:37 |
| 8    | Fredrik F Liland   | Norvegia | 00:15:04 | 00:21:44 | 00:20:55 | 01:00:00 |

### Junior donne
| Pos. | Atleta              | Paese     | Corsa    | Bici     | Sci      | Totale   |
| ---- | ------------------- | --------- | -------- | -------- | -------- | -------- |
|      | Aneta Grabmullerova | Rep. Ceca | 00:15:58 | 00:22:11 | 00:21:26 | 01:01:12 |
|      | Emilie Moberg       | Norvegia  | 00:16:49 | 00:22:15 | 00:21:58 | 01:03:00 |
|      | Ekaterina Minaeva   | Russia    | 00:15:58 | 00:23:38 | 00:21:58 | 01:03:27 |
| 4    | Natalia Skuratovich | Russia    | 00:17:22 | 00:23:34 | 00:25:20 | 01:08:07 |
| 5    | Marthe Trønnes      | Norvegia  | 00:18:06 | 00:24:53 | 00:25:08 | 01:09:08 |

## Medagliere
| Pos. | Paese       | Oro | Argento | Bronzo |   |
| ---- | ----------- | --- | ------- | ------ | - |
| 1    | Russia      | 2   | 1       | 5      | 8 |
| 2    | Norvegia    | 1   | 3       | 1      | 5 |
| 3    | Svezia      | 1   | 0       | 0      | 1 |
| 3    | Stati Uniti | 1   | 0       | 0      | 1 |
| 3    | Rep. Ceca   | 1   | 0       | 0      | 1 |
| 6    | Slovacchia  | 0   | 1       | 0      | 1 |
| 6    | Austria     | 0   | 1       | 0      | 1 |

## Staffetta

### Élite uomini
| Pos. | Atleta                                           | Paese    | 1 frazione | 2 frazione | 3 frazione | Totale   |
| ---- | ------------------------------------------------ | -------- | ---------- | ---------- | ---------- | -------- |
|      | Arne Post Tor-Atle Fuglerud Tor Halvor Bjørnstad | Norvegia | 00:21:58   | 00:24:14   | 00:25:14   | 01:11:26 |
|      | Maxim Kuzmin Konstantin Lavrentyev Pavel Andreev | Russia   | 00:22:40   | 00:25:11   | 00:25:49   | 01:13:40 |
|      | Pavel Yakimov Evgeny Kirillov Pavel Arkhipkin    | Russia   | 00:23:07   | 00:27:03   | 00:26:16   | 01:16:26 |

### Élite donne
| Pos. | Atleta                                              | Paese       | 1 frazione | 2 frazione | 3 frazione | Totale   |
| ---- | --------------------------------------------------- | ----------- | ---------- | ---------- | ---------- | -------- |
|      | Emma Garrard Heather Best Rebecca Dussault          | Stati Uniti | 00:26:41   | 00:29:37   | 00:27:40   | 01:23:58 |
|      | Marte Katrine Myhre Hanne Trønnes Tuva Toftdahl     | Norvegia    | 00:28:38   | 00:29:05   | 00:30:41   | 01:28:24 |
|      | Olga Vostrukhova Tatiana Charochkina Yulia Surikova | Russia      | 00:30:20   | 00:30:14   | 00:30:49   | 01:31:23 |

### Junior uomini
| Pos. | Paese    | 1 frazione | 2 frazione | 3 frazione | Totale   |
| ---- | -------- | ---------- | ---------- | ---------- | -------- |
|      | Norvegia | 00:27:11   | 00:27:30   | 00:28:48   | 01:23:29 |

### Junior donne
| Pos. | Paese    | 1 frazione | 2 frazione | 3 frazione | Totale   |
| ---- | -------- | ---------- | ---------- | ---------- | -------- |
|      | Norvegia | 00:37:04   | 00:32:51   | 00:34:25   | 01:44:20 |